# Passandra sexstriata
Passandra sexstriata is een keversoort uit de familie Passandridae. De wetenschappelijke naam van de soort is voor het eerst geldig gepubliceerd in 1817 door Dalman.